# 도요사카에군
도요사카에군(일본어: 豊栄郡)은 일본이 지배하던 시기의 사할린에 있던 군이다. 법적으로는 1949년 6월 1일, 국가 행정 조직법 시행에 따라 폐지되었다. 다음의 1개의 정, 4개의 촌을 포함한다.
- 도요키타촌
- 가와카미촌
- 오치아이정
- 사카에하마촌
- 시라누이촌